# Abu Abse
L'Abu Abse est une race de pigeon domestique originaire du Moyen-Orient. Il appartient au groupe européen des pigeons de forme.

## Origine
L'Abu Abse est originaire du Moyen-Orient. Race ancienne, elle est connue depuis le XVIIIe siècle. La Syrie est souvent citée comme son pays d’origine le plus probable,, bien que le Liban soit parfois également mentionné.

## Description
C'est un pigeon de taille moyenne. Les plumes de la tête ont la particularité de pousser vers le haut, formant comme une crête ; ses yeux sont sombres avec l'iris verdâtre et un fin anneau jaune autour de la pupille. Son cou est fort avec un fanon sous la gorge. Le dos est incliné et la queue est large. Les pattes rouges sont nues.

## Élevage
Tandis que la race est classée comme pigeon de forme en Europe, elle est surtout élevée pour ses capacités de vol. L'oiseau est endurant, a un bon sens de l'orientation et peut voler sur de longues distances. Bien que l'Abu Abse soit connu et se soit diffusé dans divers pays (Europe, Australie...), il est peu visible et reste rare.
En Europe, son standard est géré par l'Allemagne (D/0063) et les oiseaux sont bagués avec un bague de 8 mm.